# Re:想-EP
『re:想-EP』（りそうイーピー）は、ammoのメジャー1枚目、通算3枚目のEPである。2024年1月17日にトイズファクトリーから発売された。

## 概要
前作『我々の諸々』以来約2年ぶりとなり、本作がammoのメジャーデビュー作品となった。
本作と同時にデジタル配信限定で『re:奏-EP』がリリースされており、そちらがインディーズ時代の楽曲から代表曲を再録した音源を中心に構成されているのに対し、本作はCD盤のみでの発売で収録曲全てが新曲で構成されており、どちらの作品にも共通の新曲「何℃でも」が収録されている。
当初はCDのみでの発売だったが、2024年5月10日に遅れてデジタルリリースもされ、「やまない愛はある」のMVも同日公開された。

## 収録内容
| 全作詞・作曲: 岡本優星、全編曲: ammo。 |                          |          |            |      |
| #                                      | タイトル                 | 作詞     | 作曲・編曲 | 時間 |
| 1.                                     | 「何℃でも」              | 岡本優星 | 岡本優星   | 3:57 |
| 2.                                     | 「koi」                  | 岡本優星 | 岡本優星   | 4:14 |
| 3.                                     | 「ねー!」                | 岡本優星 | 岡本優星   | 3:29 |
| 4.                                     | 「ブルースを抱きしめて」 | 岡本優星 | 岡本優星   | 4:11 |
| 5.                                     | 「やまない愛はある」     | 岡本優星 | 岡本優星   | 4:15 |
| 合計時間:                              | 合計時間:                | 20:06    |            |      |

| #   | タイトル                 | 作詞 | 作曲・編曲 |
| --- | ------------------------ | ---- | ---------- |
| 1.  | 「ハート・フル」         |      |            |
| 2.  | 「未開封」               |      |            |
| 3.  | 「深爪」                 |      |            |
| 4.  | 「SING ALONE GOOD」      |      |            |
| 5.  | 「歯形」                 |      |            |
| 6.  | 「Chill散る満ちる」      |      |            |
| 7.  | 「紫春」                 |      |            |
| 8.  | 「ジュブナイル」         |      |            |
| 9.  | 「不気味ちゃん」         |      |            |
| 10. | 「寝た振りの君へ」       |      |            |
| 11. | 「(emoji)」              |      |            |
| 12. | 「最後は繋がるわかれ道」 |      |            |
| 13. | 「CAUTION」              |      |            |
| 14. | 「フロントライン」       |      |            |
| 15. | 「突風」                 |      |            |
| 16. | 「星とオレンジ」         |      |            |
| 17. | 「これっきり」           |      |            |
| 18. | 「わかってる」           |      |            |
| 19. | 「ハニートースト」       |      |            |
| 20. | 「包まれる」             |      |            |
| 21. | 「後日談」               |      |            |
| 22. | 「歌種」                 |      |            |